# Bow Mar
Bow Mar – miasto w Stanach Zjednoczonych, w stanie Kolorado, w hrabstwie Arapahoe.